# 플로리다 농구 협회
플로리다 농구 협회(Florida Basketball Association)는 미국의 농구 리그이다. 야구의 마이너 리그와 같은 개념이다. (즉, NBA가 메이저 리그 개념이라는 뜻이다.)

## 현재 팀
| 팀                | 연고지                  | 경기장                  |
| ----------------- | ----------------------- | ----------------------- |
| 플로리다 플라이트 | 애벌론파크, 플로리다    | 애벌론 미들 스쿨        |
| 하트랜드 프라울   | 세브링, 플로리다        | 터너 애슬레틱 센터      |
| 팜비치 나이츠     | 웨스트 팜비치, 플로리다 | 인레트 그로브 하이 스쿨 |
| 템파베이 레벨스   | 템파, 플로리다          | 프리덤 하이 스쿨        |